# Ballıkavak, Eruh
Ballıkavak là một xã thuộc huyện Eruh, tỉnh Siirt, Thổ Nhĩ Kỳ. Dân số thời điểm năm 2008 là 97 người.